# تصوير رياضي

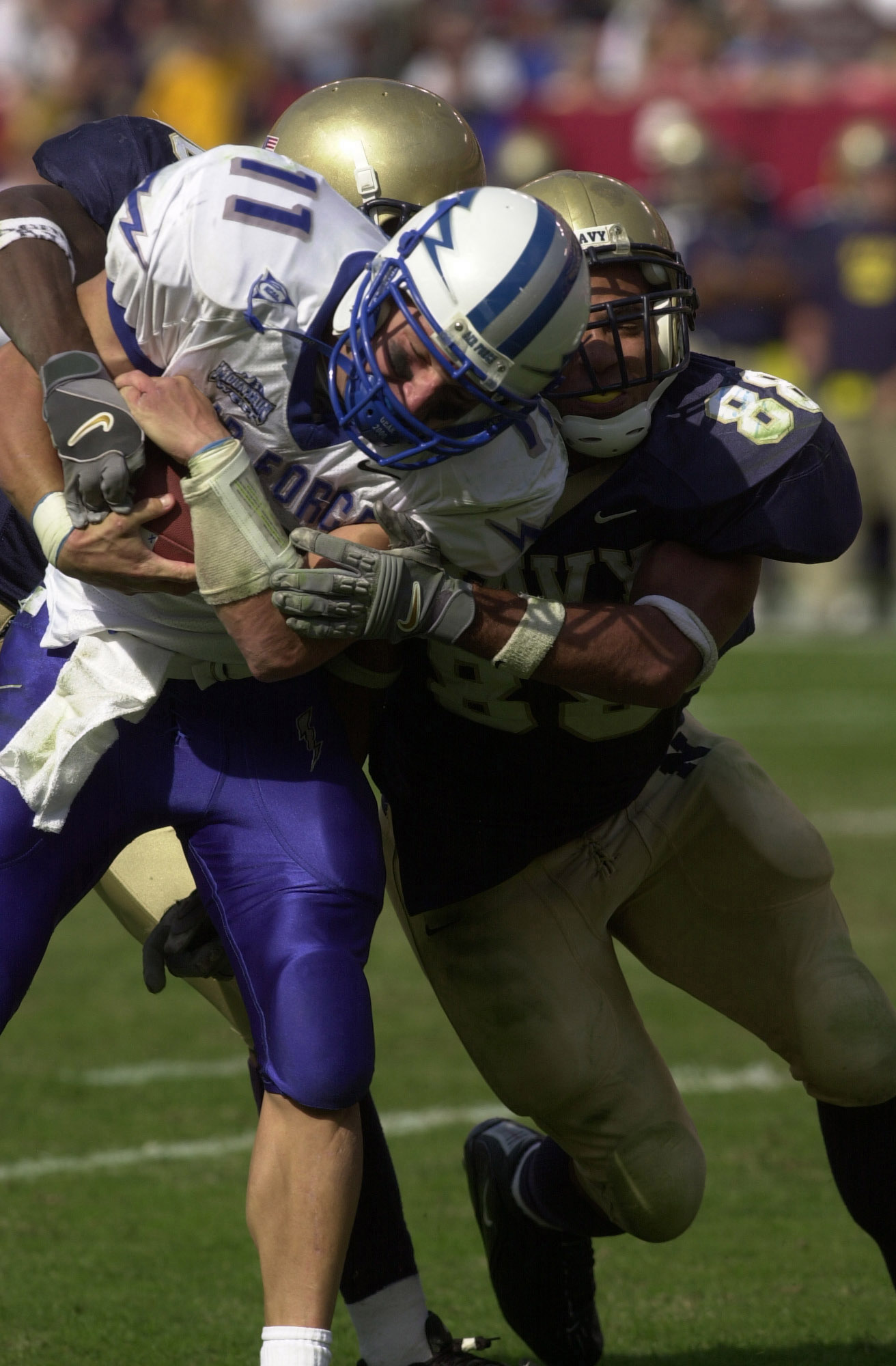
صورة رياضية نموذجية. لاحظ ضغط الرسم المنظوري وفقد عمق الحقل بسبب طول العدسة.

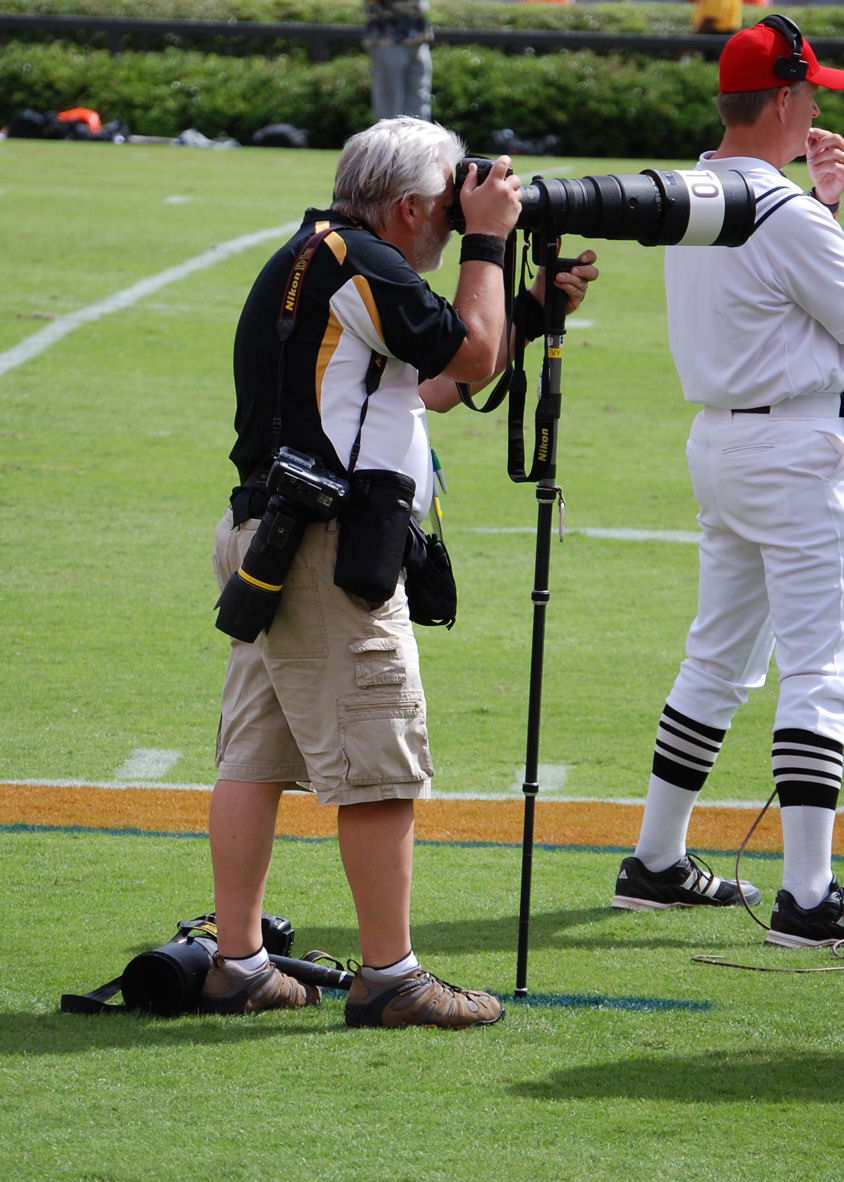
مصور فوتوغرافي عند خط العرض في إحدى مباريات كرة القدم الأمريكية ومعه عدة كاميرات وعدسات طويلة وحامل أحادي.

التصوير الرياضي يشير إلى هذا النوع من التصوير الذي يغطي جميع أنواع الرياضات.
في معظم الحالات، يكون التصوير الفوتوغرافي الرياضي المهني فرعًا من التصوير الفوتوغرافي الصحفي،  بينما يكون التصوير الفوتوغرافي الرياضي غير المهني، كتصوير الأطفال وهم يلعبون لعبة كرة القدم، فرعًا من التصوير الفوتوغرافي العادي.
تعدّ الأغراض التحريرية هي التطبيق الرئيسي للتصوير الفوتوغرافي الرياضي المهني؛ ويعمل المصورون الفوتوغرافيون الرياضيون المختصون عادة لدى الصحف أو وكالات الأنباء الكبرى أو المجلات الرياضية المخصصة. ومع ذلك، يتم استخدام التصوير الفوتوغرافي الرياضي أيضًا لأغراض الدعاية سواء لبناء علامة تجارية وكذلك لتشجيع رياضة بطريقة لا يمكن أن تتحقق بالوسائل التحريرية.

## المعدات
تستخدم الكاميرا الرقمية ذات العدسة الأحادية العاكسة (DSLR) في التصوير الفوتوغرافي الرياضي، بسرعات مصراع عالية. ويمكن تعديل تكبير العدسات القابلة للتبديل البالغ 50 مم أو تغييره إلى 300 مم اعتمادًا على نوع الرياضة. وتعدّ العدسات هامة جدًا للاقتراب أو الابتعاد بأسرع ما يكون لمتابعة اللعب أثناء المباراة. ومن الضروري وجود حامل أحادي أو ثلاثي للتثبيت وبطاريات إضافية.

### جسم الكاميرا
جسم الكاميرا المفضل لدى مصوري الرياضة العصريين هو ذلك ذو القدرة على التركيز البؤري التلقائي السريع ومعدل أطر سريع (عادة 8 إطارات في الثانية أو أسرع). تعدّ كانون 1 دي اكس مارك 2 ونيكون دي 5 هما أحدث الكاميرات الرياضية الرئيسية التي أنتجتها كانون ونيكون وأكثرها انتشارًا في الرياضات الاحترافية.

### العدسات
تفضل الرياضات المختلفة أنواعًا مختلفة من العدسات، ولكن يتطلب التصوير الفوتوغرافي الرياضي عادة عدسات سريعة (بؤرة واسعة) مقرِّبة، بأداء تركيز بؤري تلقائي سريع. يكون التركيز البؤري التلقائي السريع مطلوبًا للتركيز على الحركة، أما التقريب فهو للاقتراب من الحدث، والبؤرة الواسعة تفيد في العديد من الأغراض:
- تتم إزالة الخلفية من بؤرة العدسة بشكل كبير، مما يؤدي إلى عزل أفضل للشيء.
- يمكن للعدسات التركيز البؤري بسرعة أكبر بسبب زيادة الضوء الداخل للعدسة - ويعدّ هذا هامًا مع الحدث سريع الحركة.
- يمكن استخدام السرعات الأكبر للمصراع لتثبيت الحدث.

ومع ذلك، نادرًا ما تستخدم البؤرات الواسعة جدًا (مثل f/1.2 أو f/1.4)، حيث يكون عمق الحقل في هذه البؤرات قليلاً تمامًا مما يجعل التركيز أكثر صعوبة ويقلل سرعة التركيز البؤري.
يكون الفرق الرئيسي بين الرياضات الخارجية والرياضات الداخلية ـ حيث تكون المسافات في الرياضات الخارجية أكبر والضوء أسطع، بينما في الرياضات الداخلية تكون المسافات أقل والضوء أعتم. ووفقًا لذلك، تميل الرياضات الخارجية لاستخدام عدسات طويلة البؤرة ببعد بؤري أطول مع بؤرة بطيئة، بينما تميل الرياضات الداخلية لاستخدام عدسة طويلة ببعد بؤري أقصر مع بؤرة أسرع.
تستخدم كل من عدسات التقريب والعدسات الثابتة؛ فعدسات التقريب ـ عمومًا في نطاق 70–200، أو 75–300، أو 100–400 - تسمح بنطاق أكبر من التأطير، بينما تكون العدسات الثابتة أسرع وأرخص وأسطع وفائقة بصريًا ولكنها محدودة أكثر في التأطير.
فتحة العدسة بمقياس f/2.8 أو أسرع أكثر استخدامًا عادة، بينما يمكن استخدام فتحة العدسة بمقياس f/4، خاصة في الأيام الأكثر إشراقًا. تعدّ عدسات كانون المقربة الفائقة هي الأكثر مشاهدة بالأخص بغلافها الأبيض المميز (لتشتيت حرارة الشمس) الذي يمكن التعرف عليه في العديد من الأحداث الرياضية. من هذه العدسات، يوصى باستخدام عدسات Canon EF 400mm|Canon 400mm f/2.8 بالأخص في الرياضات الميدانية مثل كرة القدم.>
يختلف هذا حسب نوع الرياضة والتفضيل؛ فعلى سبيل المثال في رياضة الجولف، قد يفضل المصورون استخدام عدسة 500mm f/4 عن استخدام عدسة 400mm f/2.8، وذلك لأنها عدسة أخف لحملها طوال اليوم.

### الكاميرات البعيدة
قد يستخدم المصورون الرياضيون الكاميرات البعيدة التي يتم تشغيلها بأجهزة مصراع لاسلكية ( مثل أجهزة تشغيل بوكت ويزارد) للتصوير الفوتوغرافي من أماكن لا يمكن تواجدهم بها، مثل الأماكن المرتفعة كأعلى سلة كرة السلة، أو لعدم إمكانية تواجدهم في مكانين في نفس الوقت، مثل البداية والنهاية كما في سباق الخيل.

## الأسلوب
يعدّ الموقع هامًا عادة في التصوير الفوتوغرافي الرياضي. ففي الأحداث الكبرى، يلتقط المصورون الفوتوغرافيون المحترفون غالبًا أفضل اللقطات من أماكن الشخصيات الهامة (VIP)، مع الاقتراب من الحدث قدر الإمكان. وتتطلب معظم الألعاب الرياضية من المصور تأطير الصور مع السرعة وضبط إعدادات الكاميرا تلقائيًا لمنع عدم الوضوح أو التعرض غير الصحيح. ويتم بعض التصوير الفوتوغرافي الرياضي أيضًا من مسافة بعيدة لإعطاء اللعبة تأثيرًا فريدًا.

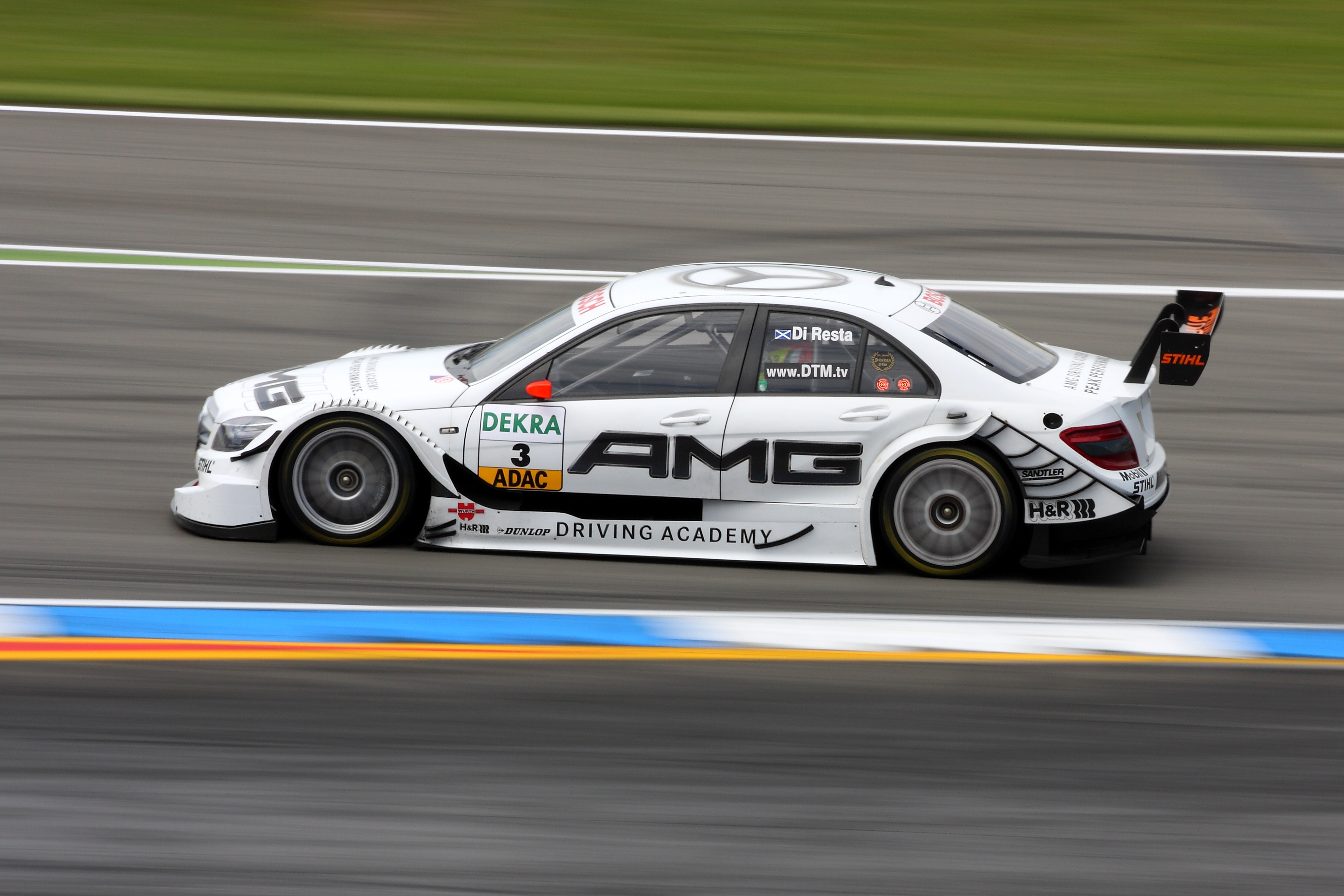
التدوير

سرعة مصراع الكاميرا أمر بالغ الأهمية لالتقاط الحركة، وهكذا يتم التصوير الفوتوغرافي الرياضي في وضع أولوية المصراع أو يدويًا. يكون الهدف المتكرر هو الالتقاط الفوري مع تقليل عدم الوضوح لأدنى حد، ويتطلب في هذه الحالة سرعة أقل للمصراع، ولكن قد تستخدم في حالات أخرى سرعة أبطأ للمصراع وبذلك يظهر عدم الوضوح مما يجعل رؤية الحركة ليست فورية. هناك تقنية خاصة هي التدوير، حيث تستخدم الكاميرا سرعة مصراع متوسطة وتدور مع الهدف، ويظهر بذلك هدف دقيق نسبيًا (خاصة مع الأشياء السريعة) وخلفية مشوشة في اتجاه الحركة، مما يولد الإحساس بالسرعة ـ قارن خطوط السرعة.
تكون سرعة الفيلم الفوتوغرافي وفقًا لمعايير الـ ISO عالية عادة (للسماح بسرعة مصراع أكبر) وقد تضبط على التلقائية.
غالبًا ما يتم التصوير مع الضبط على وضع الاندفاع لالتقاط أفضل لحظة، وأحيانًا بالمزج بين التقاط JPEG بدلاً من التقاط RAW (يسمح كون ملفات JPEG أصغر باندفاع أطول).

### التصوير الفوتوغرافي الشريطي
بينما تركز الأغلبية العظمى من التصوير الفوتوغرافي الرياضي على التقاط لحظة، مع بعض من عدم الوضوح الممكن، تستخدم أحيانًا تقنية التصوير الفوتوغرافي الشريطي بدلاً من ذلك لبيان الحركة على مدار الوقت. ويكون هذا بارزًا في تصوير النهاية، ولكن يمكن استخدامه في أغراض أخرى أيضًا، وغالبًا ينتج صورًا مشوهة بشكل غير عادي.

## مصورون فوتوغرافيون
هناك عدد من المصورين الفوتوغرافيين المعروفين بعملهم في الرياضة؛ فهم عادة قد عملوا لدى مجلات مثل لايف أو سبورتس إيليستراتور.
- جون جيرالد زيميرمان
- نيل ليفير
- بيل فريكس

## وصلات خارجية
- Indoor and Outdoor Sports Photography Tips by Konrad Dwojak